# Administración militar en la Polonia ocupada
La Administración Militar en Polonia (en alemán: Militärverwaltung in Polen) se refiere a la autoridad de ocupación militar establecida en el breve período durante e inmediatamente después de la invasión alemana de Polonia (septiembre-octubre de 1939), en la cual los territorios polacos ocupados fueron administrados por la Wehrmacht, en oposición a la posterior administración civil del Generalgouvernement.

## Administración militar
La mayoría de los lugares ocupados tenían alguna administración polaca, a menudo ad hoc, creada después de la evacuación del personal oficial. Esos serían rápidamente disueltos por los alemanes, y el control temporal sobre esos territorios fue dado a los comandantes militares de retaguardia (Korück, Kommandant des rückwärtigen Armeegebiets). Los funcionarios civiles (landrats) fueron asignados rápidamente al gobierno de los powiats polacos o grupos de ellos; en las ciudades y aldeas occidentales, los alemanes fueron nombrados alcaldes y vogts, en el centro y el este se aceptaron los polacos.
Hitler emitió las primeras instrucciones sobre la administración de la ocupación el 8 de septiembre. El 8 y 13 de septiembre de 1939, el distrito militar alemán en el área de Poznań fue llamado "Posen", comandado por el general Alfred von Vollard-Bockelberg, y "Westpreußen" (Prusia Occidental), comandada por el general Walter Heitz, se establecieron en el territorio conquistado de la Gran Polonia y Pomerelia, respectivamente. De acuerdo con las leyes del 21 de mayo de 1935 y del 1 de junio de 1938, el ejército alemán, la Wehrmacht, delegó poderes administrativos civiles a los "Jefes de la Administración Civil" (Chefs der Zivilverwaltung, CdZ). El dictador alemán Adolf Hitler nombró a Arthur Greiser para convertirse en el CdZ del distrito militar de Posen, y al Gauleiter Albert Forster de Danzig para convertirse en el CdZ del distrito militar de Prusia Occidental. El 3 de octubre de 1939, los distritos militares "Lodz" y "Krakau" (centrados en Łódź y Kraków, respectivamente) se establecieron bajo el mando de los principales generales Gerd von Rundstedt y Wilhelm List, y Hitler designó a Hans Frank y Arthur Seyß-Inquart como Jefes civiles, respectivamente. Así, la totalidad de la Polonia ocupada se dividió en cuatro distritos militares (Prusia Occidental, Posen, Lodz, Krakau). Frank fue al mismo tiempo nombrado "administrador jefe supremo" para todos los territorios ocupados.

## Transición
Bajo los términos de dos decretos de Hitler (8 de octubre y 12 de octubre de 1939), grandes áreas del oeste de Polonia fueron anexionadas a Alemania. El bloque restante del territorio fue colocado bajo una administración alemana llamada Gobierno General.